# Buena Vista, Quận Portage, Wisconsin
Buena Vista là một thị trấn thuộc quận Portage, tiểu bang Wisconsin, Hoa Kỳ. Năm 2010, dân số của thị trấn này là 1.150 người.